# Punahuana
Punahuana är ett släkte av insekter. Punahuana ingår i familjen dvärgstritar.
Kladogram enligt Catalogue of Life:
| Punahuana | \| \| Punahuana brunneatula \| \| \| \| \| \| Punahuana dyscrita \| \| \| \| |
|           | \| \| Punahuana brunneatula \| \| \| \| \| \| Punahuana dyscrita \| \| \| \| |
|           | Punahuana brunneatula                                                        |
|           |                                                                              |
|           | Punahuana dyscrita                                                           |
|           |                                                                              |